# بادينج لين
بودينج لين هو شارع يقع في مدينة لندن و هناك كان موقع مخبز توماس فارينور حيث كانت بداية حريق لندن الكبير عام 1666 . يقع بايدنج في مواجهة شارع ايستشيب ٬ بالقرب من جسر لندن و النصب التذكاري لحريق لندن الكبير .
و تبعًا لكلام المؤرخ جون ستو ٬ فإنه يقال أن الشارع سمي كذلك «بودينج» ( و هي كلمه من القرون الوسطى تدل على الأعضاء و الأحشاء ) و التي تقع من من عربات الجزارين منحدره إلى الممر الضيق في شارع ايست شيب ٬ و التي كانت متجهه إلى السفن المتواجدة في نهر التايمز .
و في اللوحة المتواجدة على حائط مبنى يسمى فارينارز هاوس ٬ و التي تجسد احداث الحريق الكبير . ( قدمت اللوحة من قبل شركة المخابز التعبديه في عام 1986 ).

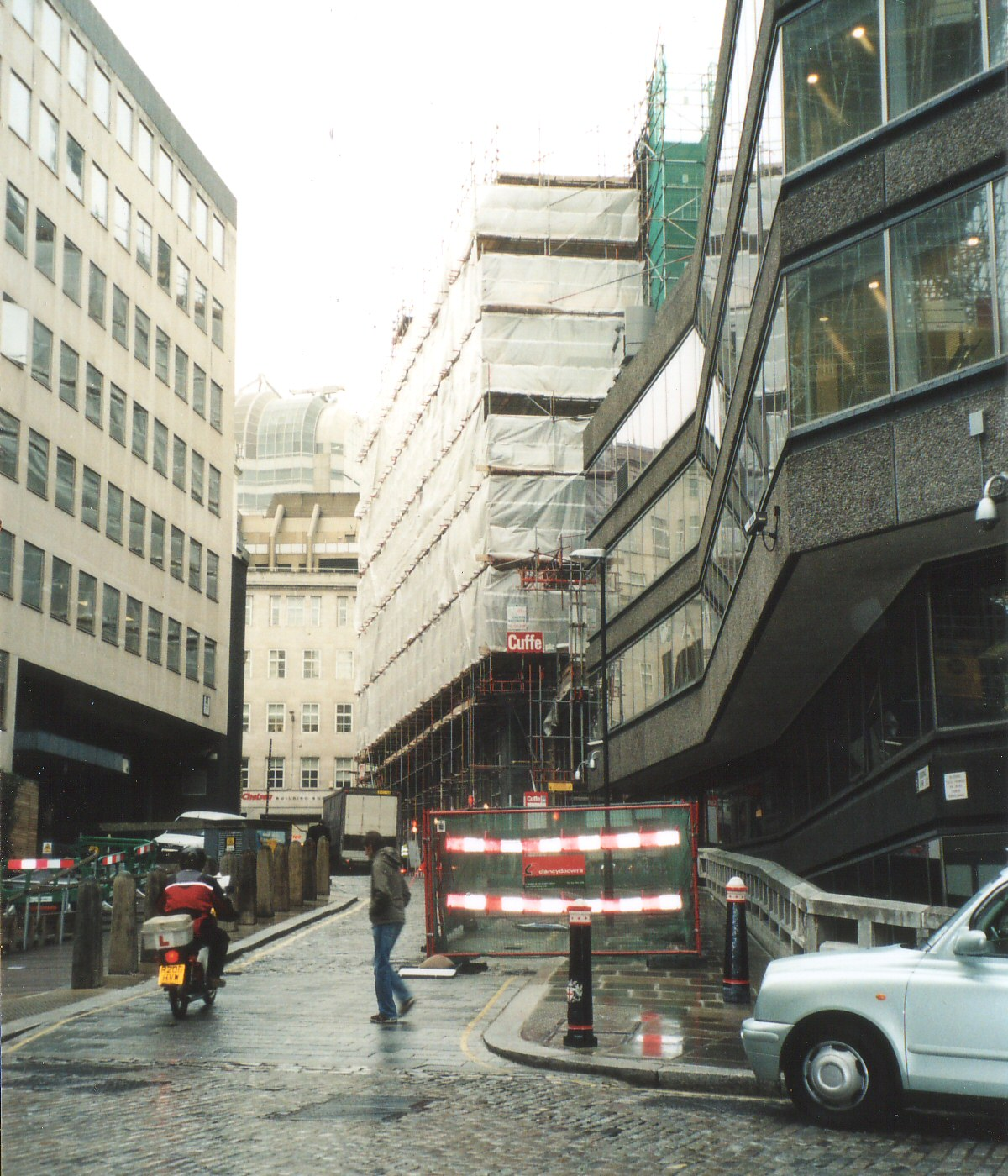
شارع بادينج لين

و بالقرب من مترو إنفاق لندن يوجد نصب تذكاري ٬ و هي مسافة بسيطة ناحية الشرق ٬ واقرب سكك حديد رئيسة توجد في شارع ليفربول تقاطع شارع فرين تشارش .